# فدراسیون فوتبال جنوب آسیا
فدراسیون فوتبال جنوب آسیا (انگلیسی: South Asian Football Federation) اتحادیه‌ای از فدراسیون‌های فوتبال کشورهای منطقه جنوب آسیا است که در سال ۱۹۹۷ تشکیل شد. این فدراسیون در‌بر‌گیرنده ۷ کشور استقلال‌یافته از هند بزرگ می‌باشد. این نهاد برگزارکننده مسابقه‌های قهرمانی فوتبال جنوب آسیا است.

## عضو‌ها
- هند (۱۲۱)
- پاکستان (۱۹۵)
- بنگلادش (۱۸۴)
- مالدیو (۱۶۱)
- نپال (۱۷۸)
- سری‌لانکا (۲۰۴)
- بوتان (۱۸۵)